# ليبانورافيديا
الليبانورافيديا (بالإنجليزية: Lebanoraphidia)‏ نوع منقرض من الذباب الأفعواني المنتمي لعائلة "Mesoraphidiidae"، وهذا النوع عُرف فقط في العصر الطباشيري والنيوكوميان قاعدة العصر الطباشيري والعنبر الأحفوري في لبنان، وهناك في الوقت الحالي صنف واحد من هذا النوع يطلق عليه اسم ليبانورافيديا نانا.

## الخلفية التاريخية والتصنيف
عرف الليبانورافيديا نانا فقط بواسطة أحفورتين، وهما النموذج النوعي ورقم العينة فيه SMNS LB-235-2 والنمط المجاور ورقمه SMNS LB-235-1، وكلاهما موجودتان في متحف شتوتجارت للتاريخ الطبيعي في ألمانيا. تتكون العينات من حشرات بالغة كاملة جزئياً، والحشرة في النموذج النوعي غير معرفة الجنس والتي في النمط المجاور أنثى. كما أن العينات محفوظة في كتل شفافة من العنبر والتي وضعت في كتل صناعية من مادة صمغية لأغراض الدراسة. تم العثور على الأحافير في نتوءات صخرية تعود لأعلى مرحلة من نيوكوميان العصر الطباشيري ويعود تاريخها إلى قرابة 130 مليون عام وهي محاطة بعنبر من إنتاج أشجار أغاتس الصنوبرية. توجد النتوءات في منطقة جزين جنوب لبنان، وقد تم دراسة الليبانورافيديا لأول مرة من قبل عالمي الحفريات غونتر بيشلي وكارين وولف-شونينجر التابعين لمتحف شتوتجارت للتاريخ الطبيعي. وقد نُشر وصف النوع الذي توصلا إليه جول الأجناس والأصناف الجديدة عام 2011 في مجلة علم الحشرات "Insect Systematics & Evolution". صاغ الباحثون تسمية ليبانورافيديا من كلمة «رافيديا» التي تشير إلى نوع من الذباب الأفعواني و«ليبانو» التي تشير إلى لبنان حيث وجدت الفصيلة. أما كلمة نانا المُحددة، فهي مأخوذة من الكلمة اليونانية «نانوس» والتي تعني القزم. ويشير الاسم بالمجمل إلى الحجم الصغير الذي قد يظهر على البالغين. تعتبر ليبانورافيديا نانا واحدة من أربع أنواع ذباب أفعواني موضحة وتعود إلى عائلة نانورافيديني التي تعتبر الأصغر حتى هذا التاريخ. وتشمل الثلاث أنواع الأخرى قرامالديرافيديا وكانتابرورافيديا ونانورافيديا.

## الوصف
إن العينة في النموذج النوعي بالغة وغير محددة الجنس بسبب فقدانها لجميع الأجزاء السفلية تحت منطقة الصدر. أما الأنثى في النموذج المجاور فهي أيضًا غير مكتملة ورأسها مفقود وهنالك وحل أبيض على طول البطن والصدر متحطم. الشكل العام للكبسولة الرأسية سداسي منتظم مع قرون استشعار مكونة من ثمانية وثلاثين جزءًا. وعلى عكس الأنواع الأخرى المنتمية لنفس العائلة، فإن طول الليبانورافيديا أطول بحوالي 0.25 مرات حتى الرأس. وفي الأنواع الأخرى، فإنها قد تتساوي أو لا تتساوى للرأس في الطول. أما بالنسبة للأجنحة الأمامية فهي محفوظة. في النموذج النوعي، الأجنحة على حالها. وفي النمط المجاور هناك جزء مفقود من الوريد على الجناح. أما الأجنحة الأخرى على كلتا العينات مفقودة بشكل جزئي وكامل. يبلغ طول الأجنحة الأمامية في النموذج النوعي 3.85 ملليمتر (0.152 بوصة) وعرض يبلغ أقصاه 1.28 ملليمتر (0.050 بوصة)، وهي أصغر من الأنواع الأخرى في النانورافيديني. أما بالنسبة للأجنحة الخلفية في النمط المجاور، فإن الأنواع فيه تظهر طول يبلغ 2.95 ملليمتر (0.116 بوصة)، ويبلغ طولها في عينات النموذج النوعي 32 ملليمتر (1.3 بوصة).